# PP-70 Tampere
Maillots
Le PP-70 Tampere est un club de football finlandais basé à Tampere.